# Tsakane
Tsakane är en ort i den sydafrikanska provinsen Gauteng. Tsakane hade 135 994 invånare vid folkräkningen 2011